# Al-Mu'minun

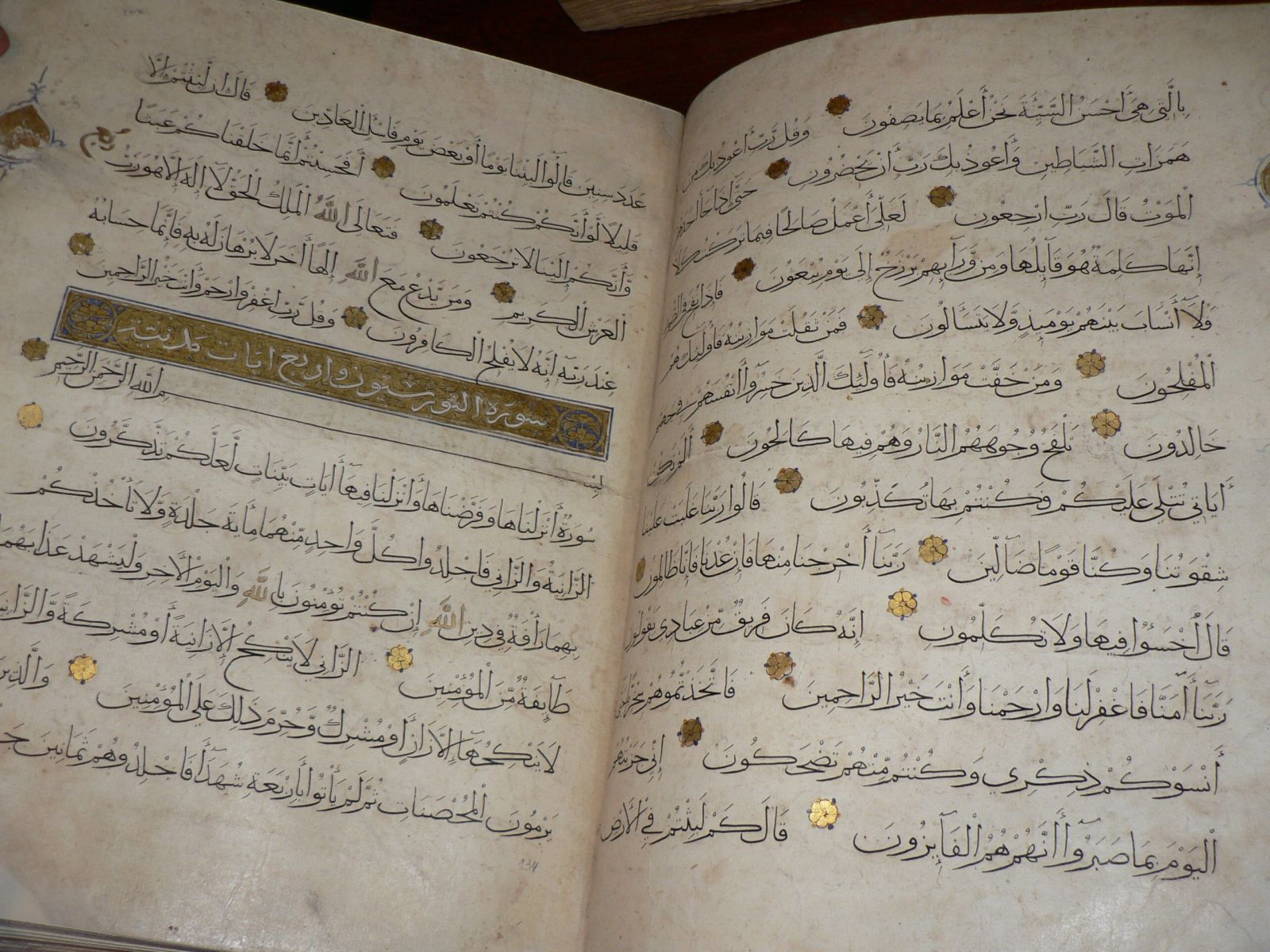
Gyllene koran i Chepintsi-moskén. Första sidan i sura al-Mu'minun till vänster.

Al-Mu'minūn (arabiska: سورة المؤمنون) ("De troende") är den tjugotredje suran i Koranen med 118 verser (ayah). Surans huvudtema är att visa på den logiska omöjligheten att tro på Gud (Allah) som en medveten Skapande Kraft utan att samtidigt bejaka livet efter döden.